# All the Rockers
All the Rockers es el quinto álbum recopilatorio de la banda de rock canadiense April Wine y fue publicado en 1987.

## Lista de canciones
Todas las canciones fueron escritas por Myles Goodwyn, excepto donde se indique lo contrario
1. "Anything You Want, You Got It" – 4:42
2. "I Like to Rock" – 4:30
3. "Roller" – 4:17
4. "All Over Town" – 2:55
5. "Hot on the Wheels of Love" (Myles Goodwyn y Steve Lang) – 3:11
6. "Tonite" – 4:11
7. "Future Tense" – 4:08
8. "21st Century Schizoid Man" (Robert Fripp, Michael Giles, Greg Lake, Ian MacDonald y Peter Sinfield) – 6:24
9. "Crash and Burn" – 2:32
10. "Oowatanite" (Jim Clench) – 3:50
11. "Don't Push Me Around" – 3:14
12. "Get Ready for Love" – 4:14
13. "Tellin' Me Lies" – 3:01
14. "Blood Money" – 5:22
15. "Gimme Love" (Myles Goodwyn y Hovaness "Johnny" Hagopian) – 3:58
16. "Weeping Widow" (Robert Wright, alias ‘Art La King’) – 3:53
17. "Victim for Your Love" – 4:17

## Formación
- Myles Goodwyn - voz, guitarra y teclados
- Brian Greenway - guitarra y coros
- Gary Moffet - guitarra y coros
- Steve Lang - bajo y coros
- Jim Clench - bajo y coros
- Jerry Mercer - batería y coros